# Аксаково (городской округ Шаховская)
Аксаково — деревня в городском округе Шаховская Московской области России.

## Население
| 1852 | 1859 | 1926 | 2002 | 2006 | 2010 |
| ---- | ---- | ---- | ---- | ---- | ---- |
| 143  | ↘140 | ↗295 | ↘125 | ↗147 | ↗168 |

По данным Всероссийской переписи 2010 года численность постоянного населения составила 168 человек (88 мужчин, 80 женщин).

## География
Расположена примерно в 9 км к северо-востоку от районного центра — посёлка городского типа Шаховская, на правом берегу реки Хмелёвки, впадающей в Колпяну.
В деревне одна улица — Новая. Соседние населённые пункты — село Белая Колпь, деревни Пленицино, Елинархово, Гольцово и Новоникольское. Имеется автобусное сообщение с райцентром маршрутом №41.

## Исторические сведения
В 1769 году сельцом Аксаково Хованского стана Волоколамского уезда Московской губернии владел полковник Александр Михайлович Рахманов, в нем была 61 душа.
В середине XIX века деревня относилась к 1-му стану Волоколамского уезда и принадлежала коллежскому секретарю Дмитрию Павловичу Рахманову. В деревне было 18 дворов, крестьян 65 душ мужского пола и 78 душ женского.
В «Списке населённых мест» 1862 года — владельческая деревня 1-го стана Волоколамского уезда Московской губернии по левую сторону Московского тракта, шедшего от границы Зубцовского уезда на город Волоколамск, в 20 верстах от уездного города, при колодце, с 11 дворами и 140 жителями (68 мужчин, 72 женщины).
По данным на 1890 год входила в состав Кульпинской волости, число душ мужского пола составляло 65 человек.
В 1913 году — 36 дворов.
По материалам Всесоюзной переписи населения 1926 года — центр Аксаковского сельсовета Судисловской волости Волоколамского уезда, в деревне проживало 295 человек (141 мужчина, 154 женщины), насчитывалось 51 крестьянское хозяйство, имелась школа.
С 1929 года — населённый пункт в составе Шаховского района Московской области.
1994—2006 гг. — деревня Белоколпского сельского округа Шаховского района.
2006—2015 гг. — деревня сельского поселения Раменское Шаховского района.
2015 — н. в. — деревня городского округа Шаховская Московской области.